# Qasr Hammam Assarah

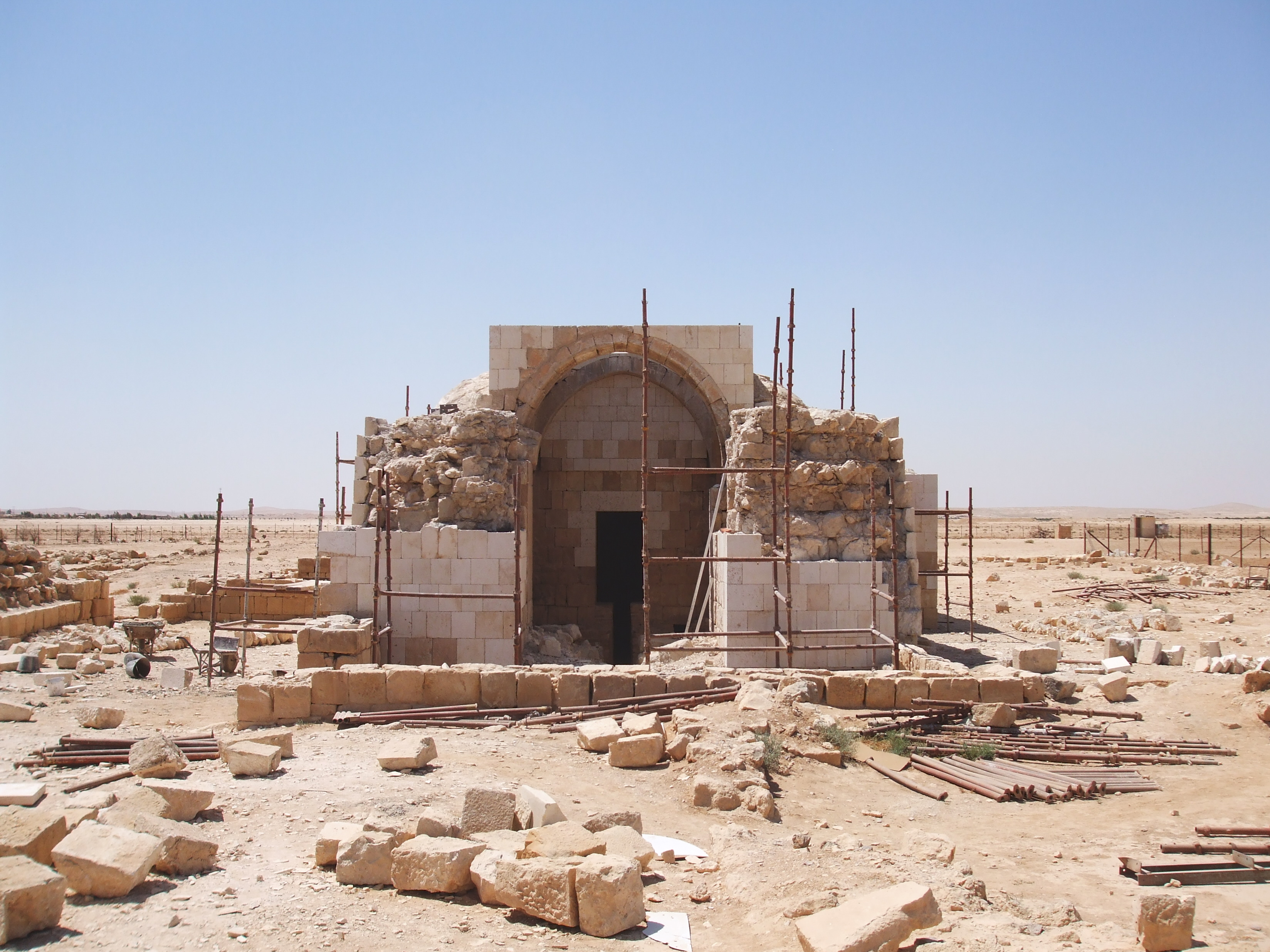
exteriör

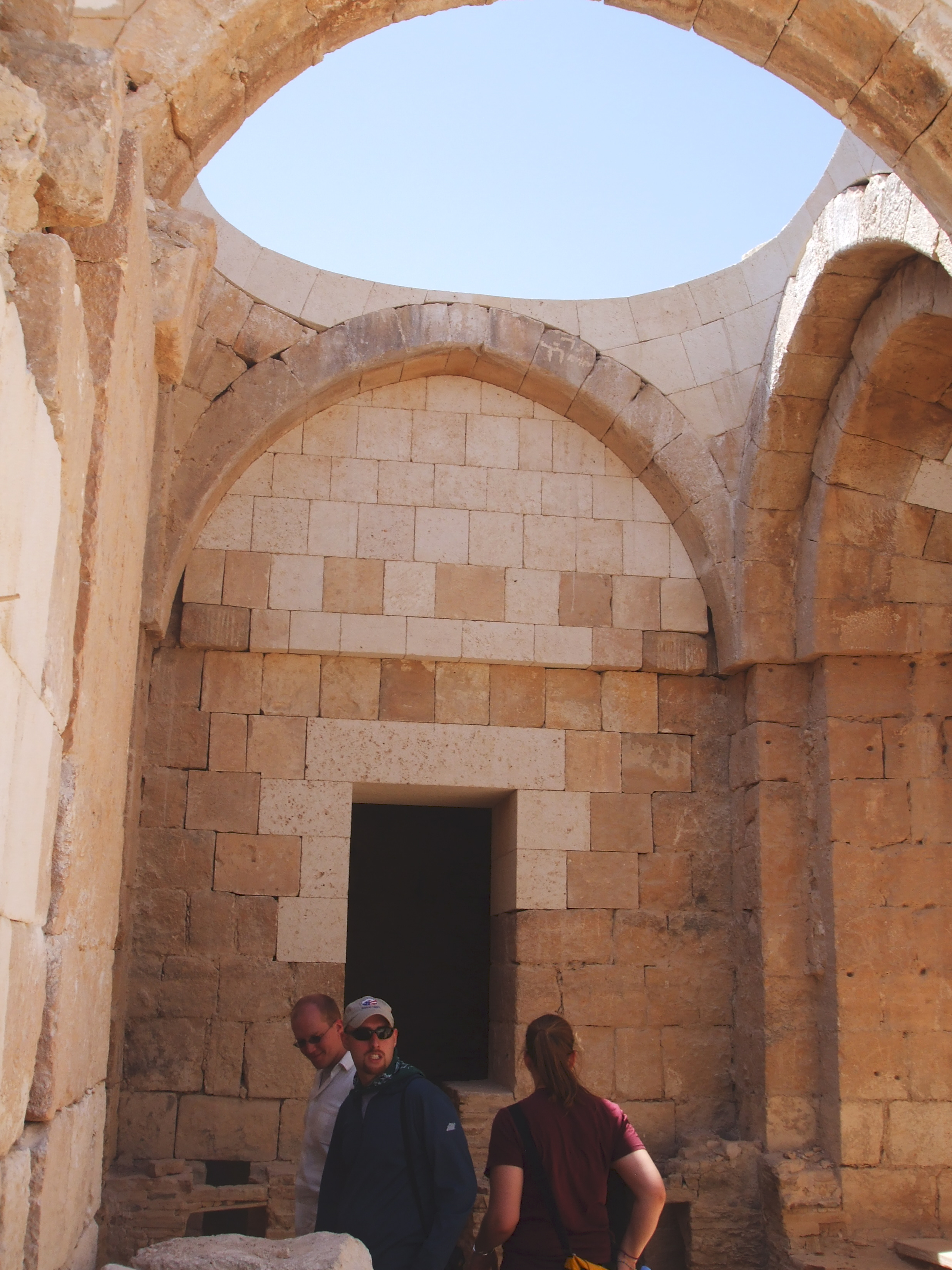
del av valven

Qasr Hammam Assarah (även Qasr Hammam As-Sarah och Qasr Hammam as-Sarakh, arabiska قصر حمام الصرح ) är en ökenbyggnad i nordöstra Jordanien. Det är ett badhus men räknas till de kvarvarande Ökenslotten i Jordanien. Qasr betyder palats eller borg.

## Byggnaden
Ökenslottet ligger i provinsen az-Zarqa i orten Hallabat cirka 55 km nordöst om huvudstaden Amman och cirka 2 km väster om Qasr Hallabat. Området räknas vanligen till Qasr Hallabat-komplexet.
Byggnaden är huvudsakligen uppfört i kalkstenblock och tegelsten och omfattar en rektangulär audienshall med välvda tak och ett badhus. Entréporten låg troligen i den sydvästra delen med valvet till badhusdelen i byggnadens norra del. Valvet leder till ett Apodyterium som leder till badhuset (s.k. Hamam). Badhuset består av 2 delar: tepidarium-varma rummet och caldarium-heta rummet (men saknar frigidarium-kalla rummet som ingår i de romerska badhusens struktur). Byggnadens innerväggar var täckta med marmor, freskon och mosaiker. Konstruktionen har stora likheter med Quseir Amra.
Öster om badhuset finns ett vattenhydrauliskt försörjningssystem.

## Historia
Qasr Hammam Assarah och Qasr Hallabat uppfördes under Umayyadernas Kalifat under kalifen Hisham ibn Abd al-Malik kring år 710. Qasr Hallabat byggdes på samma plats som en tidigare romersk befästning som revs på order av kalifen medan badhuset byggdes till.
1905 besöktes platsen av amerikanske arkeologen Howard Crosby Butler och 1926 av brittiske arkitekturhistorikern Keppel Archibald Cameron Creswell.
Byggnaden tog stor skada då den plundrades på byggstenar under 1950-talet.  Ett renoveringsprojekt inleddes kring 2007.